# لیوبومیر کرستانوف
لیوبومیر کرستانوف یک دانشمند فیزیک بلغاری بود که متخصص در هواشناسی، فیزیک جو و فیزیک بنیادی بود. یکی از روش‌های رشد لایه‌های نازک، رشد استرانسکیی-کرستانوف، به نام او و ایوان استرانسکیی نامگذاری شده‌است. در ۱۲ ژوئن ۱۹۵۹ او به عنوان معاون رئیس آکادمی علوم بلغارستان انتخاب شد.